# Фонтана Нуова-Бевија (Тренто)
Фонтана Нуова-Бевија је насеље у Италији у округу Тренто, региону Трентино-Јужни Тирол.
Према процени из 2011. у насељу је живело 222 становника. Насеље се налази на надморској висини од 1237 м.